# Пођо (Болоња)
Пођо (итал. Poggio) је насеље у Италији у округу Болоња, региону Емилија-Ромања.
Према процени из 2011. у насељу је живело 418 становника. Насеље се налази на надморској висини од 44 м.